# Ćwierćdolarówki Dystryktu Kolumbii i terytoriów zależnych Stanów Zjednoczonych

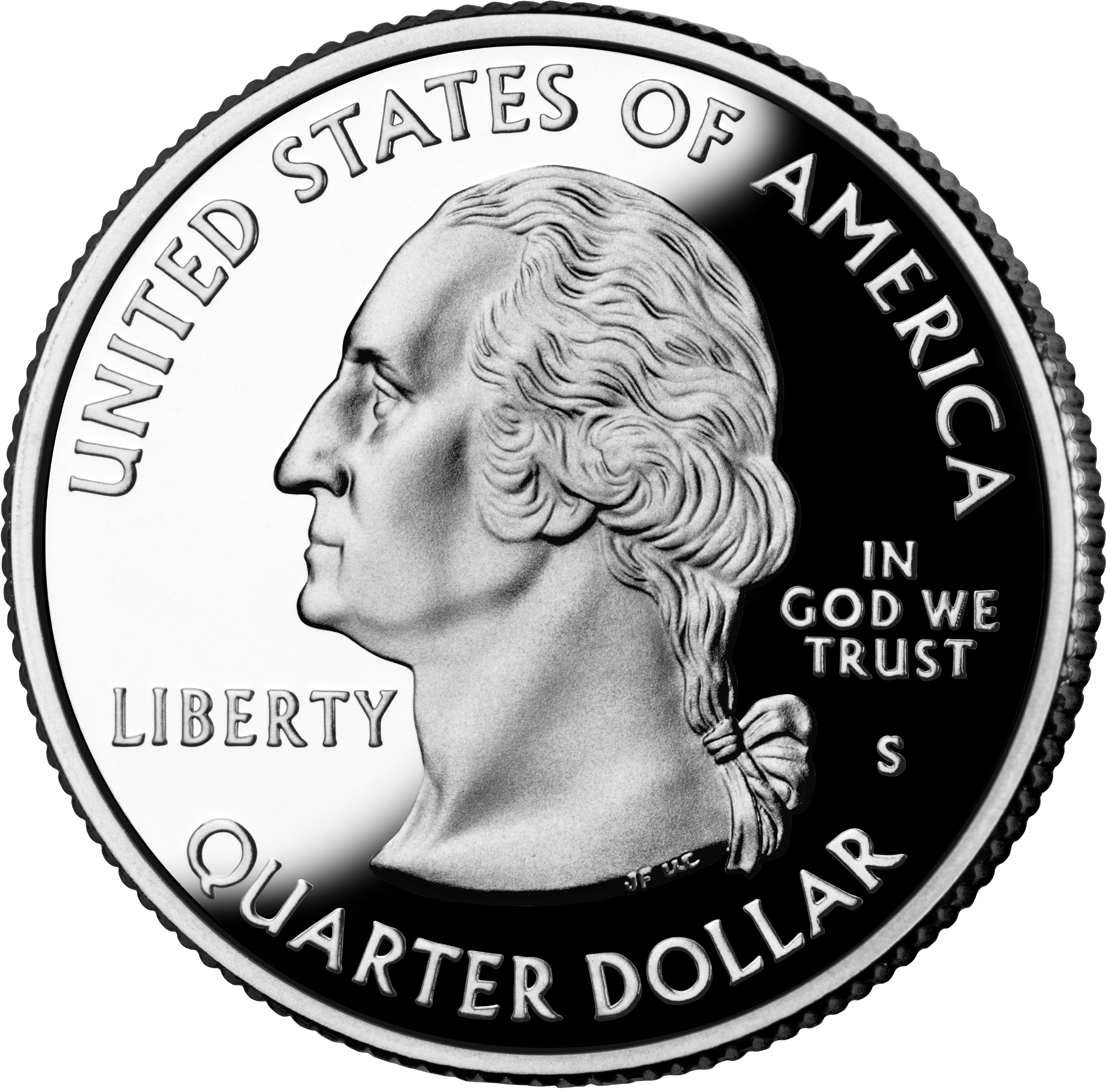
Awers dwudziestopięciocentówek

Ćwierćdolarówki Dystryktu Kolumbii i terytoriów zależnych Stanów Zjednoczonych − seria monet dwudziestopięciocentowych emitowanych przez Mennicę Stanów Zjednoczonych. Seria ta była bita w roku 2009 i była kontynuacją wcześniejszej serii ćwierćdolarówek z 50 amerykańskimi stanami.
Edycja tej serii miała uhonorować Dystrykt Kolumbii i terytoria zależne Stanów Zjednoczonych, takie jak: Portoryko, Guam, Wyspy Dziewicze Stanów Zjednoczonych, Samoa Amerykańskie czy Mariany Północne. Wyspy zgrupowane razem jako Dalekie Wyspy Mniejsze Stanów Zjednoczonych nie zostały ujęte w programie, nie wchodząc nomenklaturalnie w zakres pojęcia "terytoriów", jak je rozumie ustawa regulująca emisję. Na awersie monet tej serii przedstawiona została podobizna Jerzego Waszyngtona, znana już z poprzedniej serii dwudziestopięciocentówek. Na rewersach znalazły się obrazy charakteryzujące każdy z upamiętnianych terytoriów. Widniało tam również łacińskie motto: "E Pluribus Unum". W odróżnieniu od ćwierćdolarówek stanowych, czcionka motta miała tę samą wielkość, jaką miał rok emisji monety. Na ćwierćdolarówkach stanowych czcionka ta była mniejsza od czcionki daty.

## Legislacja
Chociaż pierwotny program upamiętniający poszczególne stany miał ograniczać się tylko do emisji 50 monet, wolą kongresu zaaprobowano poszerzenie projektu, by uczczony został również Dystrykt Kolumbii, niebędący formalnie samodzielnym stanem, oraz inne terytoria na których mieszkają obywatele Stanów Zjednoczonych. Ustawa regulująca emisję została przyjęta zarówno przez kongres jak i przez senat w 2007. Prezydent George W. Bush podpisał ją 26 grudnia 2007. Wcześniejsza ustawa z 1997 o emisji ćwierćdolarówek stanowych zakładała, że w przypadku przyjęcia dystryktu federalnego lub innych terytoriów do grupy stanów przed ukończeniem bicia całej serii, nowy członek zostanie uhonorowany monetą.

## Emisja
| Terytorium lub Dystrykt              | Data emisji       | Nakład      | Rewers                                        | Grawer          |
| ------------------------------------ | ----------------- | ----------- | --------------------------------------------- | --------------- |
| Dystrykt Kolumbii                    | 26 stycznia 2009  | 172.400.000 | dwudziestopięciocentówka Dystryktu Kolumbii   | Don Everhart    |
| Portoryko                            | 30 marca 2009     | 139.000.000 | dwudziestopięciocentówka Portoryko            | Joseph Menna    |
| Guam                                 | 26 maja 2009      | 87.600.000  | dwudziestopięciocentówka Guamu                | Jim Licaretz    |
| Samoa Amerykańskie                   | 27 lipca 2009     | 82.200.000  | dwudziestopięciocentówka Samoa Amerykańskiego | Charles Vickers |
| Wyspy Dziewicze Stanów Zjednoczonych | 28 września 2009  | 82.000.000  | dwudziestopięciocentówka Wysp Dziewiczych     | Joseph Menna    |
| Mariany Północne                     | 30 listopada 2009 | 72.800.000  | dwudziestopięciocentówka Marianów Północnych  | Phebe Hemphill  |

## Ćwierćdolarówka Dystryktu Kolumbii
Kompetentne władze dystryktu przedstawiły trzy projekty monety zarządowi Mennicy Stanów Zjednoczonych: odwołujący się do herbu rodowego Jerzego Waszyngtona z flagą dystryktu, z Benjaminem Bannekerem oraz jeden przedstawiający Duke'a Ellingtona. Zasugerowano również, by na monecie znalazł się napis: "Taxation Without Representation" lub "No Taxation Without Representation". Napis ten miał wyrażać starania o uznanie dystryktu jako pełnoprawnego członka unii, z własną reprezentacją w kongresie (zobacz też herbatka bostońska). Sugestia dotycząca napisu nie została zaakceptowana. Władze mennicy motywowały to prawem zakazującym umieszczania na monetach kontrowersyjnych napisów. Władze dystryktu zaproponowały nowy napis: "Justice for All". Słowa te są mottem dystryktu. Wówczas zaproponowano również, by na monecie znalazła się podobizna Fredericka Douglassa. Zgodnie z wynikiem przeprowadzonego przez mieszkańców dystryktu głosowania, ostatecznie na monecie znalazł się Duke Ellington.

## Ćwierćdolarówka Portoryko
Senat Portoryko zaaprobował rezolucję dotyczącą projektu monety w czerwcu 2008. Pod decyzją podpisali się: prezydent senatu Kenneth McClintock oraz lider mniejszości José Luis Dalmau. Władze Portoryko zasugerowały, by na monecie przedstawione zostało obserwatorium Arecibo. Ostatecznie 15 grudnia 2008 urodzony na Portoryko członek Izby Reprezentantów Stanów Zjednoczonych, José Enrique Serrano, przedstawił, wybrany przez mennicę, projekt ze strażnicą w Old San Juan w Portoryko oraz kwiatem Thespesia grandiflora. Na monecie znalazło się również motto: "Isla del Encanto". Ćwierćdolarówka Portoryko była pierwszą monetą amerykańską z napisem w języku hiszpańskim.

## Ćwierćdolarówka Guamu
Na monecie upamiętniającej Guam znajduje się zarys wyspy, proa oraz charakterystyczne dla wyspy kamienne obeliski latte. Na rewersie znalazł się również napis w języku czamorro: "Guahan I Tanó ManChamorro" ("Guam, ziemia ludu Czamorro").

## Ćwierćdolarówka Samoa Amerykańskiego
Ćwierćdolarówka Samoa posiada motto w języku samoańskim: "Samoa Muamua Le Atua" ("Samoa, najpierw Bóg"). Ponad nim grawer przedstawił: charakterystyczną dla lokalnego rytu ava misę oraz tradycyjne symbole władzy. Na rewersie znalazły się również drzewa kokosowe.

## Ćwierćdolarówka Wysp Dziewiczych
Na monecie przedstawiono zarysy wysp: Saint Croix, Saint Thomas i Saint John. Na lewo od nich grawer umieścił palmy, cukrzyka oraz kwiat cyprysika nutkajskiego. U dołu rewersu znalazło się motto: "United in Pride and Hope".

## Ćwierćdolarówka Marianów Północnych
Na dwudziestopięciocentówce Marianów Północnych znalazły się: brzeg morza, obelisk latte, dwie rybitwy nadobne, mikoronezyjska canoe i lei.